# Rhynchosia crispa
Rhynchosia crispa är en ärtväxtart som beskrevs av Bernard Verdcourt. Rhynchosia crispa ingår i släktet Rhynchosia och familjen ärtväxter. IUCN kategoriserar arten globalt som otillräckligt studerad. Inga underarter finns listade i Catalogue of Life.